# Ryan Suter
Ryan Suter (Madison, 21 gennaio 1985) è un hockeista su ghiaccio statunitense.

## Palmarès

### Olimpiadi
- Argento a Vancouver 2010.

### Mondiali Under-20
- Oro a Helsinki 2004.

### Mondiali Under-18
- Oro a Trnava 2002.

### Mondiali Under-17
- Oro a Manitoba 2002.